# Knochenmarködem
Knochenmarködem ist ein Begriff aus der medizinischen Bildgebung mittels Magnetresonanztomografie (MRT). Er steht für ödem-äquivalente Signaländerungen  d. h. erhöhte Signalintensität (hell) in T2-gewichteten Sequenzen und erniedrigte Signalintensität (dunkel) in T1-gewichteten Sequenzen in spongiösen Knochenstrukturen. Die Signalintensität kann in Graustufen gemessen werden (notwendigerweise als Proportion einer mit abgebildeten Referenzstruktur, z. B. Muskel). Ein Knochenmarködem kann nicht durch Röntgenstrahlen (Röntgenbild, Computertomografie) dargestellt werden.

## Zuordnung der Signaländerungen zu Veränderungen im Knochen
Die Helligkeitsänderungen in der MRT beruhen auf lokal vermehrter intravasaler oder extravasaler Flüssigkeit (Blutserum, Gewebewasser, Lymphe, Hypervaskularisierung) bei unterschiedlichen krankhaften Veränderungen:  verletzungsbedingt, tumorbedingt, infektionsbedingt, rheumatisch (Entzündungsvorgänge mit lokal vermehrter Neubildung von besonders durchlässigen Kapillaren, entzündliches Ödem), aber auch bei Reparationsvorgängen mit der Neubildung von Granulationsgewebe/Kallus (zum provisorischen Verschluss eines verletzungsbedingten Knochendefekts, Bindegewebsneoplasie). Stellen mit Knochenmarködem weisen Radionuklid-Anreicherung in der Knochenszintigrafie auf. Ein Knochenmarködem durch auf die Spongiosa beschränkte Mikrofrakturen – ohne begleitende Kortikalisverletzung – kann schmerzlos sein.
Im Akutzustand einer Knochenverletzung sind – neben den ödem-äquivalenten Signaländerungen im Knochen – solche immer auch in den umgebenden Weichteilen zu beobachten. Der Übergang vom akut verletzungsbedingten entzündlichen schmerzhaften Knochenmarködem zum heilungsbedingten schmerzlosen Knochenmarködem lässt sich bildmorphologisch nicht abgrenzen; die Rückbildung der ödem-äquivalenten Signaländerungen in den Weichteilen und die Abnahme der Schmerzsymptomatik können entsprechende Hinweise liefern. Die Rückbildung eines traumatischen Knochenmarködems unter Therapie entspricht dem Verlauf bei einer Frakturheilung.
Normales blutbildendes Knochenmark, z. B. in den Wirbelkörpern junger Menschen, erscheint relativ hell in T2-gewichteten Sequenzen (und relativ dunkel in T1-gewichteten Sequenzen), verglichen mit dem normalen fetthaltigen Knochenmark in den Wirbelkörpern älterer Menschen.

Fuß, MRT, T2-Gewichtung
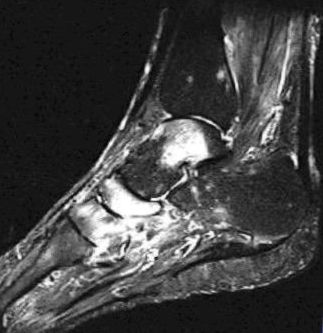
Knochenmarködem (hell) in Sprungbein, Kahnbein und Keilbein
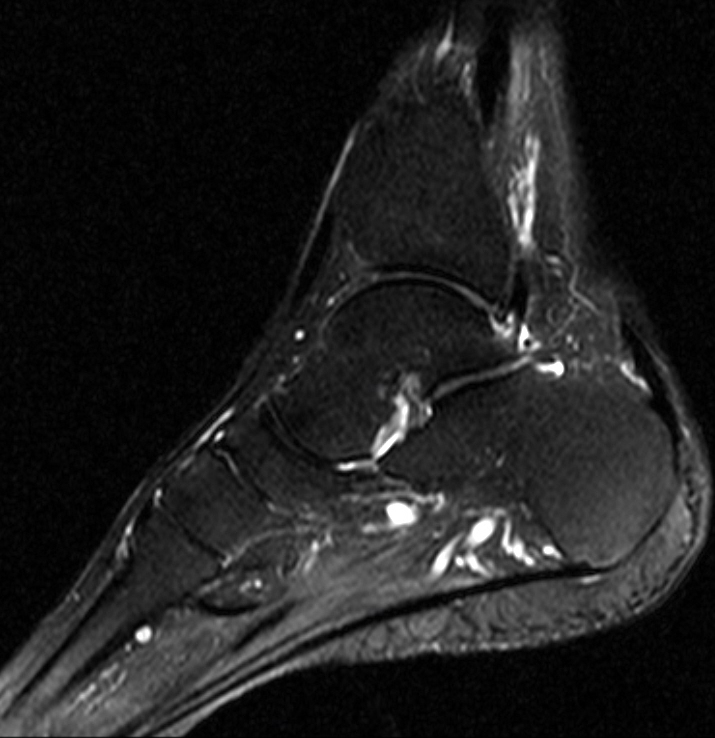
Zum Vergleich: Sprungbein, Kahnbein und Keilbein unauffällig

Fuß, Röntgen
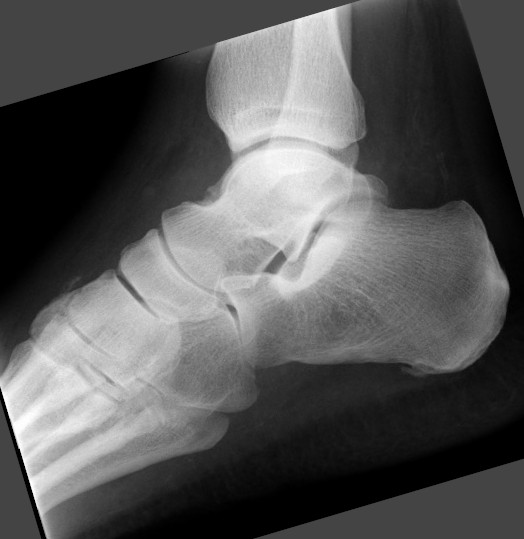
Vorhandenes Knochenmarködem nicht erkennbar

## Knochenmarködem infolge einer Fraktur
Bei unkompliziertem Knochenbruch (Fraktur) entsteht innerhalb von wenigen Stunden ein Knochenmarködem in der Umgebung des Frakturspaltes, breitet sich – trotz absoluter Ruhigstellung und Entlastung – anschließend über 2 Wochen weiter im angrenzenden Knochen aus und bildet sich innerhalb von etwa 6–10 Wochen zurück. Die Rückbildung des begleitenden Weichteilödems erfolgt bedeutend schneller.
| Dynamik von Knochenmarködem (KMÖ) und benachbartem Weichteilödem (WTÖ) im MRT während normaler sekundärer Frakturheilung (hier: bei konservativ komplett ruhiggestellter distaler Radiusfraktur). Nach Krüger et al.(1999), sowie Guit und Schraa (1997). |                         |                                |                   |                   |                    |
| Tag 0 = Fraktur | 3–5 Tage danach         | 1–2 Wochen danach              | 3–4 Wochen danach | 5–6 Wochen danach | 9–10 Wochen danach |
| keine Angabe | KMÖ nur am Frakturspalt | KMÖ auch in Meta- und Diaphyse | KMÖ Abnahme       | KMÖ Abnahme       | KMÖ Abnahme        |
| keine Angabe | WTÖ maximal             | WTÖ maximal                    | WTÖ minimal       | WTÖ verschwunden  | keine Angabe       |

## Historisches
Den Begriff Knochenmarködem (bone marrow edema) prägten 1988 AJ Wilson und Mitarbeiter. Sie fanden lokale Hyperämie, erhöhten Knochenstoffwechsel und Radionuklid-Anreicherung (im Knochenszintigramm) in Bereichen mit erniedrigter Signalintensität in T1-gewichteten Sequenzen und erhöhter Signalintensität in T2-gewichteten Sequenzen. Sie vermuteten eine lokale Wasseransammlung im Knochenmark als Ursache.